# NGC 1866
NGC 1866 is een open sterrenhoop in het sterrenbeeld Goudvis. Het hemelobject werd op 3 augustus 1826 ontdekt door de Schotse astronoom James Dunlop.

## Synoniemen
- ESO 85-SC52